# Кју (степен)
Кју (級:きゅう) је јапански термин који се користи у борилачким вештинама, чадоу, икебани, гоу, шогију и другим сличним активностима да означи различите степене вештине или искуства.
У јапанским борилачким вештинама, вежбачи кју нивоа имају појасеве испод црног. Кју систем рангирања се разликује од вештине до вештине и од школе до школе. У неким вештинама, сви кју вежбачи носе беле појасеве, док у другим носе појасеве у боји, етикете или траке којима означавају кју ниво.
Вежбачи кју нивоа се традиционално називају мундаша, они без дана и сматрају се почетницима пре него ученицима - који постају тек кад стигну до првог дана црног појаса, или шодана.

## Кју нивои на јапанском
Неке борилачке вештине за кју нивое користе искључиво јапанске називе. Листа од десетог ка првом кјуу:
(Напомена: кју нивои иду од већег ка мањем броју. Нпр., први кју је већег нивоа од петог)
- 10. Џукју (十級:じゅうきゅう)
- 9. Кукју (九級:くきゅう)
- 8. Хачикју (八級:はちきゅう)
- 7. Нанакју (七級:ななきゅう)
- 6. Рокју (六級:ろっきゅう)
- 5. Гокју (五級:ごきゅう)
- 4. Јонкју (四級:よんきゅう)
- 3. Санкју (三級:さんきゅう)
- 2. Никју (二級:にきゅう)
- 1. Икју (一級:いっきゅう)